# キョーリン (ペット用品メーカー)
株式会社キョーリン（Kyorin CO.,LTD.）は、兵庫県姫路市白銀町に本社を置く観賞魚用飼料、飼育器具の国内卸及び輸出を行っている企業である。日本国内の観賞魚飼料販売ではトップシェアを誇る。ブランド名は「Hikari」。カミハタ養魚グループに属している。製薬会社のキョーリン製薬ホールディングス株式会社とは関係が無い。

## 沿革
- 1877年：神畑籐左衛門が鯉の養殖を始める[2]。
- 1946年：神畑藤吉が姫路に鯉の卸店舗を開店[2]。
- 1961年：神畑重三が神畑養魚株式会社を設立。錦鯉の養殖を開始[2]。
- 1968年：飼料卸部門を分離し、株式会社キョーリン設立。漢字では「共鱗」と書き「魚と共に」の意味[2]。なおカタカナ表記になったのは「鱗」の文字が当用漢字になかったため[3]
- 1979年：飼料の製造部門として、キョーリンフード工業（株）を設立[2]。
- 1991年：香港に合弁会社「キョーリン・フィード・ホンコン」（現 キョーリン・グループ・チャイナ）設立[2]。
- 1994年：スペースシャトル・コロンビア号で使用されたメダカの宇宙食を開発[2]。
- 2001年：兵庫県宍粟市に山崎研究所完成[2]。
- 2006年：アメリカに完全子会社「Hikari sales USA」を設立[2]。
- 2015年：兵庫県姫路市白銀町に本社ビル移転[2]。
- 2019年：ワールド・ブランディング・アワーズにおいて「Hikari」ブランドがブランド・オブ・ザ・イヤーを受賞[4][5]。

## グループ会社
- キョーリンフード工業株式会社　観賞魚飼料を製造
- 神畑養魚株式会社　観賞魚、観賞魚用品卸
- キョーリンチャイナグループ（香港、深圳、天津）
- Hikari sales USA (アメリカ)

## 拠点
札幌出張所、長岡出張所、東京支店、名古屋出張所、姫路支店、福岡出張所、関東物流センター（千葉）、関西物流センター（兵庫）、山崎研究所（兵庫）

## 世界への販売
錦鯉、熱帯魚、金魚などの飼料を世界50ヶ国に輸出している。海外では「Hikari」ブランドとして有名。

## その他の活動

### カミハタ探検隊
1989年より神畑重三を隊長として、世界中の奥地で熱帯魚の生態や食性、分布を調査研究するカミハタ探検隊を編成。アマゾンやアフリカ、イリアンジャヤなどの秘境へ27回の探検を行う。主な成果にネオンドワーフレインボーの発見などが挙げられる。現在休止中。

### 宇宙メダカ
宇宙開発事業団から依頼されて、世界で初めてとなるメダカ用宇宙食の製造を請け負った。